# Homeland (Fernsehserie)/Staffel 2
Die zweite Staffel der US-amerikanischen Fernsehserie Homeland wurde 2012 erstmals im Fernsehen ausgestrahlt, beim US-Sender Showtime. Der deutsche Sender Sat.1 übernahm 2013 die deutschsprachige Erstausstrahlung.

## Handlung
Die Erstausstrahlung der zweiten Staffel war vom 30. September bis zum 16. Dezember 2012 auf dem US-amerikanischen Kabelsender Showtime zu sehen. Die deutschsprachige Erstausstrahlung sendete der deutsche Free-TV-Sender Sat.1 in Doppelfolgen vom 29. September 2013 bis zum 3. November 2013.
| Nr. (ges.) | Nr. (St.) | Deutscher Titel      | Originaltitel         | Erstausstrahlung USA | Deutschsprachige Erstausstrahlung (D) | Regie               | Drehbuch                                                               |
| --- | --------- | -------------------- | --------------------- | -------------------- | ------------------------------------- | ------------------- | ---------------------------------------------------------------------- |
| 13 | 1         | Immer lächeln        | The Smile             | 30. Sep. 2012        | 29. Sep. 2013                         | Michael Cuesta      | Alex Gansa, Howard Gordon                                              |
| Die Handlung beginnt einige Monate nach dem Ende der ersten Staffel. Israel hat einen Luftangriff gegen den Iran durchgeführt und die Lage im Nahen Osten ist sehr angespannt. Brody ist nun Mitglied des US-Repräsentantenhauses, als sich Vizepräsident Walden mit ihm trifft. Walden strebt selbst das Präsidentenamt an und schlägt Brody als möglichen Vizepräsidenten vor, was dieser gerne annimmt. Kurz darauf wird Brody jedoch von seiner Vergangenheit eingeholt, als er von einer Unterstützerin Abu Nazirs kontaktiert wird, die ihn auffordert, geheime Daten zu beschaffen. Brody weigert sich zunächst, da er selbst kein Terrorist sei, doch wird er aufgefordert, Position zu beziehen. Brodys Ehefrau Jessica erfährt eher durch Zufall, dass ihr Mann nun Muslim ist, was sie schockiert. Die aus dem Dienst ausgeschiedene Carrie arbeitet inzwischen als Lehrerin, wird aber nun von der CIA gebeten, den Kontakt zu einer früheren Informantin im Libanon herzustellen. Diese soll wertvolle Informationen haben und will sie nur Carrie mitteilen. Eher widerwillig stimmt Carrie schließlich zu und reist in den Libanon, wo Saul Berenson bereits tätig ist. |           |                      |                       |                      |                                       |                     |                                                                        |
| 14 | 2         | Beirut               | Beirut Is Back        | 7. Okt. 2012         | 29. Sep. 2013                         | Michael Cuesta      | Chip Johannessen                                                       |
| In Beirut organisieren Carrie und Saul das Überlaufen von Fatima Ali, der Frau eines Hisbollahoffiziers. Gleichzeitig haben sowohl Saul als auch Estes immer noch Zweifel an Carries Gesundheitszustand. Carrie gerät in eine gefährliche Situation, kann aber wertvolle Unterlagen sicherstellen. Saul findet dabei eine Speicherkarte, auf der Brodys aufgezeichnete Botschaft vor dessen geplanten Selbstmordanschlag (Staffel 1, Episode 12) gespeichert ist. Währenddessen lernen in den Staaten die Brodys die Familie von Vizepräsident Walden besser kennen. Beim Besuch eines Lagezentrums wird Brody Zeuge der geplanten Verhaftung Abu Nazirs, die er im letzten Moment durch eine SMS-Warnung an den Terroristen verhindert. |           |                      |                       |                      |                                       |                     |                                                                        |
| 15 | 3         | Das Video            | State of Independence | 14. Okt. 2012        | 6. Okt. 2013                          | Lodge Kerrigan      | Alexander Cary                                                         |
| Abu Nazirs Kontaktfrau Roya informiert Brody, dass der „Schneider“, der die Sprengstoffweste angefertigt hat (Staffel 1, Episode 11), an einen sicheren Ort gebracht werden muss. Der sehr nervöse Schneider vertraut ihm aber nicht und versucht, während eines Stopps an einer Tankstelle zu flüchten, wobei er sich selbst schwer verletzt. Als Brody versucht, die Blutung zu stillen, erhält er einen Anruf seiner Frau. Um sich durch das Stöhnen des Verletzten nicht zu verraten, bricht Brody ihm das Genick und verscharrt den Leichnam. Dadurch schafft er es nicht mehr rechtzeitig zu einem Fundraiser-Bankett, wo statt seiner Jessica eine Rede hält. Sie wird von ihrem ehemaligen Geliebten und Brodys Freund Mike Faber nach Hause gebracht. Sie vertraut ihm an, dass sie mit ihrer Ehe nicht wirklich glücklich ist und dass Brody eine Affäre hatte. Carrie kehrt wieder in die Staaten zurück, doch Estes will sie nicht wieder bei der CIA aufnehmen. Daraufhin hat Carrie einen Rückfall und nimmt wieder Tabletten und Alkohol zu sich. Saul taucht bei ihr auf und zeigt ihr Brodys Video. |           |                      |                       |                      |                                       |                     |                                                                        |
| 16 | 4         | Zimmer 416           | New Car Smell         | 21. Okt. 2012        | 6. Okt. 2013                          | David Semel         | Meredith Stiehm                                                        |
| Saul zeigt Estes das Video von Brody und beide beschließen, eine Geheimoperation zu starten, an der auch Carrie teilnimmt, die nun endlich den Beweis für ihren Verdacht hinsichtlich Brody hat. Die Leitung der Operation wird dem, Saul und Carrie bis dahin unbekannten, Analysten Quinn übertragen. Jessica macht Brody derweil Vorwürfe, dass er ihr nicht die Wahrheit sagt, und stellt ihn vor die Wahl. Carrie scheucht Brody auf, der derzeit in einem Hotel wohnt. Brody nimmt daraufhin Kontakt mit Roya auf, die ihn zu beruhigen versucht. Carrie besucht Brody schließlich in dessen Hotelzimmer und beschuldigt ihn offen des Verrats, worauf Saul, der die Aktion nicht angeordnet hatte, den sofortigen Zugriff befiehlt. Dana Brody und Finn Walden, der Sohn des Vizepräsidenten, kommen sich derweil näher. |           |                      |                       |                      |                                       |                     |                                                                        |
| 17 | 5         | Am Ende der Lügen    | Q&A                   | 28. Okt. 2012        | 13. Okt. 2013                         | Lesli Linka Glatter | Henry Bromell                                                          |
| Brody wird an einem geheimen Ort festgehalten und verhört, während Jessica nichts Genaues über dessen Aufenthaltsort weiß. Brody wird sein Video vorgespielt, doch er hält zunächst stand. Erst als Carrie das Verhör übernimmt und Stück für Stück rekonstruiert, wie er gefangen, gefoltert und umgedreht wurde, werden Fortschritte erzielt. Carrie macht Brody klar, dass auch Abu Nazir nicht vor toten Zivilisten zurückschreckt und er, Brody, aber kein schlechter Mensch sei. Brody bricht schließlich zusammen und gesteht, dass ein Angriff auf Amerika geplant sei. Ihm wird angeboten, nun der CIA dabei zu helfen, Nazirs Pläne zu vereiteln, woraufhin er zustimmt und zu Jessica zurückkehrt. Währenddessen hat Finn bei einer ausgelassenen Spritztour mit Dana auf dem Beifahrersitz eine Fußgängerin angefahren und weigert sich, sich zu stellen. |           |                      |                       |                      |                                       |                     |                                                                        |
| 18 | 6         | Ein verdammtes Wrack | A Gettysburg Address  | 4. Nov. 2012         | 13. Okt. 2013                         | Guy Ferland         | Chip Johannessen                                                       |
| Roya Hammad, die nun unter CIA-Beobachtung steht, trifft sich mit einem unbekannten Mann. Trotz CIA-Überwachung gelingt es jedoch nicht, brauchbare Aufzeichnungen des Gesprächs zu erhalten. Brody arbeitet mit der CIA zusammen, doch besonders der Analyst Quinn misstraut ihm. Brody kann Royas Kontakt nicht identifizieren, verrät aber, dass der Schneider in Gettysburg tot ist. Man nimmt an, dass es sich um den Nachfolger des Schneiders handelt. Um Genaueres zu erfahren, trifft sich Brody im Auftrag und unter Überwachung der CIA mit Roya, wobei diese andeutet, dass sich im Geschäft des Schneiders etwas von Bedeutung befindet. Quinn und sein Team untersuchen derweil das Geschäft und finden zunächst nichts Außergewöhnliches, als überraschend mehrere Männer in SWAT-Uniformen auftauchen und ohne Vorwarnung das Feuer auf alle Anwesenden eröffnen. Alle Agenten mit Ausnahme von Quinn und Galvez, die beide schwer verletzt werden, werden getötet und die Angreifer nehmen eine im Geschäft versteckte Kiste mit. Brody beteuert Carrie gegenüber jedoch, nichts davon gewusst zu haben. Mike Faber hat inzwischen eigene Nachforschungen über den Tod von Walker unternommen und ist zum Schluss gekommen, dass Brody ihn erschossen hat. Er wird jedoch von der CIA unter Saul angewiesen, seine Ermittlungen einzustellen. Dennoch erzählt er Jessica von seiner These. |           |                      |                       |                      |                                       |                     |                                                                        |
| 19 | 7         | Ein Tag am Fenster   | The Clearing          | 11. Nov. 2012        | 20. Okt. 2013                         | John Dahl           | Meredith Stiehm                                                        |
| Aus Angst vor einem drohenden Terrorangriff besucht Saul Aileen im Staatsgefängnis, um sie zu befragen. Währenddessen drängt Carrie Brody dazu, über Roya Hammad die zukünftigen Anschlagspläne herauszufinden. Brody und seine Familie verbringen ein Wochenende in der Villa eines Vietnamveteranen, der dort für Walden eine Spendenveranstaltung gibt. Dana drängt Finn wegen des Unfalls zur Polizei zu gehen, der jedoch weigert sich. Daher beichtet Dana die Tat ihrer Mutter und Finns Mutter, die beschließt, sich um den Vorfall zu kümmern. Carrie sucht Mike Faber auf, damit dieser seine Nachforschungen einstellt. Aileen ist psychisch angeschlagen und unkooperativ. Aus diesem Grund willigt Saul ein, ihr eine Zelle mit einem Fenster als Gegenleistung zu besorgen. Als er den Besucherraum verlässt, nutzt Aileen den Moment und Sauls Brillengläser, um sich das Leben zu nehmen. Dana fährt zusammen mit Brody zur Polizeiwache, um sich zu stellen. Sie werden jedoch von Carrie aufgehalten. |           |                      |                       |                      |                                       |                     |                                                                        |
| 20 | 8         | Abflug               | I’ll Fly Away         | 18. Nov. 2012        | 20. Okt. 2013                         | Michael Cuesta      | Handlung: Howard Gordon, Chip Johannessen Schauspiel: Chip Johannessen |
| Dana läuft von zu Hause weg und sucht Zuflucht bei Mike Faber. Es kommt zum Streit zwischen Brody und Jessica. Bei einem anschließenden Treffen mit Roya Hammad verliert Brody die Fassung und sagt, dass er aussteigen will. Das CIA-Team um Analyst Quinn ist entsetzt und Carrie macht sich sofort auf den Weg, um Brody aufzuhalten und ihn wieder zur Zusammenarbeit mit Roya Hammad zu bewegen. Dazu taucht Carrie zusammen mit Brody, ohne Wissen des CIA-Teams, in einem Motel unter. Dort schlafen beide miteinander und Carrie überzeugt Brody davon, wieder für die CIA zu arbeiten. Daraufhin entschuldigt sich Brody bei Roya Hammad und bittet um eine zweite Chance. Mike Faber erfährt von dem Unfall, an dem Dana beteiligt war. Dana möchte sich bei der Tochter der getöteten Frau entschuldigen und lässt sich von Faber zu ihr fahren. Die Tochter reagiert wütend und erzählt Dana, dass sie von den Waldens Geld erhalten hat, im Gegenzug aber nicht zur Polizei gehen darf. Brody erhält von Roya Hammad eine zweite Chance: Verfolgt von der CIA, fahren beide zu einer abgelegenen Wiese. Dort wird Brody gezwungen, in einen Hubschrauber einzusteigen. Er wird zu einer Fabrikhalle gebracht, in der Abu Nazir bereits auf ihn wartet. |           |                      |                       |                      |                                       |                     |                                                                        |
| 21 | 9         | Der beste Freund     | Two Hats              | 25. Nov. 2012        | 27. Okt. 2013                         | Dan Attias          | Alexander Cary                                                         |
| Saul, der Quinn immer noch misstraut, stellt Nachforschungen an und findet heraus, dass Quinn eigentlich kein Analyst ist, sondern von David Estes den Auftrag hat, Brody zu liquidieren, sobald Abu Nazir gefunden wurde. Mit Brodys Hilfe kann Roya Hamad in Vorbereitung eines Anschlags gefasst werden, nicht jedoch Abu Nazir. |           |                      |                       |                      |                                       |                     |                                                                        |
| 22 | 10        | Eine Art Liebe       | Broken Hearts         | 2. Dez. 2012         | 27. Okt. 2013                         | Guy Ferland         | Henry Bromell                                                          |
| Abu Nazir bringt Carrie in seine Gewalt und verlangt von Brody, ihm die Seriennummer des Herzschrittmachers des Vizepräsidenten zu geben. Brody kann sich unbemerkt Zutritt zu Waldens Büro verschaffen, sucht die Seriennummer heraus und übermittelt sie an Abu Nazir. Dieser lässt im Gegenzug Carrie frei. Kurz darauf betritt Walden das Büro. Mithilfe der Seriennummer kann ein Anhänger Nazirs den Herzschrittmacher von einem entfernten Computer aus manipulieren, was auch sogleich geschieht, während Brody im Büro Walden eröffnet, dass er eigentlich mit nahezu nichts, was Walden sagt oder tut, einverstanden ist. Während Walden um sein Leben kämpft, versucht er noch das Telefon zu erreichen, um Hilfe zu holen. Brody hindert ihn jedoch daran und sagt ihm, dass er ihn tötet. Walden stirbt schließlich durch die manipulierte Funktion des Herzschrittmachers. Brody und Abu Nazir haben sich so am Tod von Nazirs Sohn Issa gerächt. Dieser war bei einem von Walden autorisierten Drohnenangriff ums Leben gekommen. |           |                      |                       |                      |                                       |                     |                                                                        |
| 23 | 11        | Ein großer Tag       | In Memoriam           | 9. Dez. 2012         | 3. Nov. 2013                          | Jeremy Podeswa      | Chip Johannessen                                                       |
| Carrie wurde als Gegenleistung für Brodys Hilfe beim Mord an Walden freigelassen und führt nun das FBI zu der Fabrik, in der sie gefangen war und in der sich Abu Nazir aufhält. Als dort zunächst niemand gefunden wird, wird Danny Galvez verdächtigt, Nazir zur Flucht verholfen zu haben, doch das erweist sich als falsch. Als Carrie schon wieder fährt, realisiert sie, dass Nazir sich höchstwahrscheinlich im Keller des Gebäudes versteckt, und überzeugt das letzte noch anwesende FBI-Team, das Gebäude mit ihr noch einmal zu durchsuchen. Tatsächlich findet sie zusammen mit einem Mitglied des Teams das Versteck, doch Nazir tötet ihren Begleiter und versucht zu fliehen. Dabei gelingt es Carrie nicht, ihn aufzuhalten, jedoch wird er vom restlichen Team ergriffen. Offenbar absichtlich lässt Nazir sich daraufhin vom Team durch eine „falsche Bewegung“ erschießen. |           |                      |                       |                      |                                       |                     |                                                                        |
| 24 | 12        | Wieder im Wald       | The Choice            | 16. Dez. 2012        | 3. Nov. 2013                          | Michael Cuesta      | Alex Gansa, Meredith Stiehm                                            |
| Quinn hat erneut den Auftrag erhalten, Brody zu töten, der sich nun wieder mit Carrie in der Hütte im Wald befindet. Als sich die Gelegenheit ergibt, besinnt Quinn sich jedoch und überrascht später Estes bei ihm zu Hause, wo er deutlich macht, dass er Brody nicht ermorden wird – unter anderem für Carrie. Die Leiche Abu Nazirs wird auf See bestattet, zeitgleich findet die Trauerzeremonie für Walden in Langley statt, auf der sich Carrie und Brody in Estes’ Büro schleichen. Allerdings explodiert während der Zeremonie ein Sprengsatz in Brodys Wagen, der bis auf 26 Überlebende alle Anwesenden, darunter auch Estes, tötet. Brody erkennt, dass er für den Anschlag verantwortlich gemacht wird, sollte bekannt werden, dass er überlebt hat. So hilft Carrie ihm, über die Grenze nach Kanada zu fliehen. Während sie gerade Pässe ausstellen lassen wollen, läuft, zu Hause von Brodys Familie und einer Hand voll Bundesagenten ebenfalls verfolgt, im Fernsehen das Bekennervideo, das Brody vor seinem geplanten Sprengstoffattentat auf den Vizepräsidenten aufgenommen hatte, zusammen mit dem Video einer Terrorzelle. Nachdem Carrie Brody hat gehen lassen, kehrt sie zum Ort des Attentats zurück und trifft dort auf Saul, der bisher, da Carrie als vermisst galt, von ihrem Tod ausgegangen war.                                                                          |           |                      |                       |                      |                                       |                     |                                                                        |